# Tustań (wieś)
Tustań (ukr. Тустань) – wieś na Ukrainie w rejonie iwanofrankiwskim obwodu iwanofrankiwskiego, nad Gniłą Lipą.
Książę Władysław Opolski w swej darowiznie dla arcybiskupstwa lwowskiego z 1390 r. wymienia Tustań.
Znajduje tu się przystanek kolejowy Tustań, położony na linii Lwów – Czerniowce.
W 1983 roku do Tustania włączono wsie Siemikowce i Chorostków.

## Zabytki
- zamek[3]